# Noel Harrison
Pour les articles homonymes, voir Harrison.
Noel Harrison (29 janvier 1934 à Kensington en Londres – 19 octobre 2013 à Exeter), est un chanteur, acteur et skieur olympique britannique.
Son père est le comédien Rex Harrison et sa mère est la première des six épouses de celui-ci, Marjorie Thomas.
Il interprète en 1968 la chanson The Windmills of Your Mind.
Très jeune, il fait partie de l'équipe britannique de ski alpin, devenant son premier champion de slalom géant en 1953 et représentant le Royaume-Uni aux Jeux olympiques d'hiver de 1952 à Oslo, en Norvège, et aux Jeux olympiques d'hiver de 1956 à Cortina d'Ampezzo, en Italie.
Son rôle le plus mémorable est celui de Mark Slate, partenaire de Stefanie Powers dans Annie, agent très spécial.

## Filmographie
Cinéma
- 1961 : Le Meilleur Ennemi (The Best of Enemies) de Guy Hamilton : Lieutenant Hilary
- 1964 : X3, agent secret (Hot Enough for June) de Ralph Thomas : Johnnie
- 1965 : Les Aventures amoureuses de Moll Flanders de Terence Young : le second Mohock

Télévision
- 1966 - 1967 : Annie, agent très spécial (The Girl from U.N.C.L.E.) (série TV)